# Nikolái Kardashov
Nikolái Semiónovich Kardashov (en ruso: Никола́й Семёнович Кардашёв, Moscú, 25 de abril de 1932-ibídem, 3 de agosto de 2019) fue un astrofísico ruso, y el segundo director del Instituto de Investigación Espacial de la Academia de Ciencias de Rusia.

## Biografía
Se graduó en la Universidad Estatal de Moscú en 1955, desarrollando su actividad científica en el Instituto Astronómico Sternberg (Moscú). Fue alumno de Iósif Shklovski, y finalizó su doctorado en 1962.
En 1963 Kardashov examinó el cuásar CTA-102, el primer esfuerzo soviético en la búsqueda de inteligencia extraterrestre. En dicho trabajo, elaboró la idea de que algunas civilizaciones galácticas estarían a millones o miles de millones de años por delante de nosotros, y desarrolló una escala que mide el grado de evolución tecnológica de una civilización: la escala de Kardashov.
Kardashov llegó a ser un miembro asociado de la Academia de las Ciencias de la URSS, División de Física General y Astronomía el 12 de diciembre de 1976. Se convirtió en un miembro permanente de la Academia Rusa de las Ciencias el 12 de marzo de 1994.

## Escala de Kardashov
En 1964 propuso un método para medir el grado de evolución tecnológica de una civilización, la cual fue nombrada escala de Kardashov en su honor.